# Introducing the Eleventh House with Larry Coryell
Introducing the Eleventh House with Larry Coryell es el primer álbum de estudio de la banda estadounidense de jazz rock The Eleventh House. Fue publicado en febrero de 1974 a través de Vanguard Records.

## Recepción de la crítica
Un escritor no especificado de Billboard describió el álbum como una “excelente mezcla de jazz, pop y soul de uno de los guitarristas más hábiles e inventivos de la música”.

## Lista de canciones
Todas las canciones escritas y compuestas por Larry Coryell, excepto donde esta anotado. 
| Lado uno |                                     |          |  |
| N.º      | Título                              | Duración |  |
| 1.       | «Birdfingers»                       | 3:07     |  |
| 2.       | «The Funky Waltz» (Alphonse Mouzon) | 5:10     |  |
| 3.       | «Low-Lee-Tah»                       | 4:17     |  |
| 4.       | «Adam Smasher» (Mike Mandel)        | 4:30     |  |
| 5.       | «Joy Ride» (Mandel)                 | 6:08     |  |

| Lado dos |                           |          |  |
| N.º      | Título                    | Duración |  |
| 1.       | «Yin» (Wolfgang Dauner)   | 6:03     |  |
| 2.       | «Theme for a Dream»       | 3:26     |  |
| 3.       | «Gratitude “A So Low”»    | 3:21     |  |
| 4.       | «Ism–Ejercicio»           | 3:59     |  |
| 5.       | «Right on Y'all» (Mouzon) | 4:21     |  |

## Créditos y personal
Créditos adaptados desde las notas de álbum de Introducing the Eleventh House with Larry Coryell.
The Eleventh House
- Randy Brecker – trompeta
- Alphonse Mouzon – percusión
- Larry Coryell – guitarra
- Mike Mandel – piano, sintetizador
- Danny Trifan – bajo eléctrico

Personal técnico
- Danny Weiss – productor
- Vince Cirrincione – director, gestión
- Tom Paine – director, gestión
- Dave Baker – ingeniero de audio, mezclas
- Steve Prezant – fotografía
- Jacques Wyrs – ilustración
- Jules Halfant – diseño de portada

## Posicionamiento
| Gráfica (1974)                                  | Pico de posición |
| ----------------------------------------------- | ---------------- |
| Estados Unidos (Billboard Top LPs & Tape)       | 163              |
| Estados Unidos (Cash Box Top 100 Albums Cont'd) | 126              |